# Saint-Aubert-sur-Orne
Saint-Aubert-sur-Orne és un municipi francès situat al departament de l'Orne i a la regió de Normandia. L'any 2007 tenia 116 habitants.

## Demografia

### Població
El 2007 la població de fet de Saint-Aubert-sur-Orne era de 116 persones. Hi havia 48 famílies de les quals 16 eren unipersonals (8 homes vivint sols i 8 dones vivint soles), 20 parelles sense fills i 12 parelles amb fills.
La població ha evolucionat segons el següent gràfic:
Habitants censats

### Habitatges
El 2007 hi havia 91 habitatges, 52 eren l'habitatge principal de la família, 26 eren segones residències i 13 estaven desocupats. 90 eren cases i 1 era un apartament. Dels 52 habitatges principals, 40 estaven ocupats pels seus propietaris, 10 estaven llogats i ocupats pels llogaters i 2 estaven cedits a títol gratuït; 1 tenia una cambra, 5 en tenien dues, 13 en tenien tres, 14 en tenien quatre i 19 en tenien cinc o més. 34 habitatges disposaven pel capbaix d'una plaça de pàrquing. A 25 habitatges hi havia un automòbil i a 22 n'hi havia dos o més.

### Piràmide de població
La piràmide de població per edats i sexe el 2009 era:
| Homes | Edats   | Dones |
| ----- | ------- | ----- |
| 0     | 95 o +  | 0     |
| 0     | 90 a 94 | 0     |
| 0     | 85 a 89 | 0     |
| 4     | 80 a 84 | 0     |
| 0     | 75 a 79 | 4     |
| 0     | 70 a 74 | 8     |
| 4     | 65 a 69 | 0     |
| 8     | 60 a 64 | 4     |
| 8     | 55 a 59 | 4     |
| 16    | 50 a 54 | 8     |
| 0     | 45 a 49 | 4     |
| 0     | 40 a 44 | 4     |
| 0     | 35 a 39 | 0     |
| 0     | 30 a 34 | 0     |
| 4     | 25 a 29 | 0     |
| 12    | 20 a 24 | 4     |
| 4     | 15 a 19 | 4     |
| 0     | 10 a 14 | 8     |
| 0     | 5 a 9   | 0     |
| 0     | 0 a 4   | 0     |

## Economia
El 2007 la població en edat de treballar era de 77 persones, 56 eren actives i 21 eren inactives. De les 56 persones actives 52 estaven ocupades (26 homes i 26 dones) i 4 estaven aturades (4 homes). De les 21 persones inactives 14 estaven jubilades, 5 estaven estudiant i 2 estaven classificades com a «altres inactius».

### Ingressos
El 2009 a Saint-Aubert-sur-Orne hi havia 56 unitats fiscals que integraven 119 persones, la mediana anual d'ingressos fiscals per persona era de 15.625 €.

### Activitats econòmiques
L'any 2000 a Saint-Aubert-sur-Orne hi havia 13 explotacions agrícoles que ocupaven un total de 800 hectàrees.

## Poblacions més properes
El següent diagrama mostra les poblacions més properes.